# Joy Ride 2: Dead Ahead
Joy Ride 2: Dead Ahead (br: Perseguição 2: O Resgate — pt: Perseguição 2), Continuação do filme Joy Ride, Enquanto atravessavam o país em direção a Las Vegas, dois casais tem seu carro quebrado numa área rural de Utah, Eles então roubam um carro de um rancho parecendo ser abandonado. Sem saberem que o carro que eles furtaram pertence a Rusty Nail.

## Sinopse
Enquanto atravessavam o país em direção a Las Vegas, dois casais tem seu carro quebrado numa área rural de Utah. Eles então roubam um carro de um rancho parecendo ser abandonado. Sem saberem que o carro que eles furtaram pertence a Rusty Nail,o caminhoneiro assassino que costuma massacrar as pessoas com jogos cruéis, perseguindo-os com seu caminhão. Depois que um de seus amigos é sequestrado por Rusty Nail, os outros viajantes são forçados a entrarem em seus jogos, para resgatar o amigo e parar o assassino antes que seja tarde demais.

## Elenco
| Ator                | Personagem                                     |
| ------------------- | ---------------------------------------------- |
| Nick Zano           | Bobby                                          |
| Kyle Schmid         | Nik                                            |
| Nicki Aycox         | Melissa                                        |
| Laura Jordan        | Kayla                                          |
| Kathryn Kirkpatrick | Garçonete Big Wheels                           |
| Rebecca Davis       | Mulher parada na neve (Garota do Ford Mustang) |

## Curiosidades
- Continuação de Joy Ride, 2001.
- O filme, sequêncida de Joy Ride, não traz o elenco original como protagonistas, uma vez que Rusty Nail também foi substituído por outro ator.
- As gravações do filme foram realizadas no estado da Colúmbia Britânica no Canadá, principalmente na cidade de Vancouver.
- Ao contrário do primeiro filme, onde mostra um aspecto dos anos 80, o filme apresenta vários temas que fazem parte da sociedade moderna como o site MySpace, YouTube e também uma referência à banda Rage Against the Machine além do uso de celulares.